# Homna
Homna (en bengali : হোমনা) est une upazila du Bangladesh dans le district de Comilla. En 1991, on y dénombrait 211 563 habitants.